# 利索韋 (奧萊夫斯克市鎮)
51°8′17″N 27°25′37″E / 51.13806°N 27.42694°E
利索韋（羅馬化：Lisove）是烏克蘭北部日托米爾州科羅斯滕區奧萊夫斯克市鎮的村莊。該村始建於1770年，面積0.21平方公里，海拔高度175米，2001年人口81，人口密度每平方公里385.71人。